# 18 november
För den irländska låten, se Den artonde november.
18 november är den 322:a dagen på året i den gregorianska kalendern (323:e under skottår). Det återstår 43 dagar av året.

## Återkommande bemärkelsedagar

### Nationaldagar
- Lettlands nationaldag (till minne av självständighet från Ryssland 1918)
- Omans nationaldag (sedan 1970; sultanens födelsedag)

## Namnsdagar

### I den svenska almanackan
- Nuvarande – Lillemor och Moa
- Föregående i bokstavsordning
  - Lillemor – Namnet infördes 1986 på 18 oktober, men flyttades 1993 till 14 maj och 2001 till dagens datum.
  - Magna – Namnet infördes på dagens datum 1986, men utgick 1993.
  - Magne – Namnet infördes på dagens datum 1986, men utgick 1993.
  - Magnhild – Namnet infördes på dagens datum 1901, men flyttades 1993 till 17 september, där det har funnits sedan dess.
  - Maximus – Namnet fanns, till minne av en biskop i Mainz på 300-talet, på dagens datum före 1901, då det utgick.
  - Moa – Namnet infördes 1986 på 14 mars, men flyttades 1993 till 27 juli och 2001 till dagens datum.
  - Percy – Namnet infördes 1986 på 16 april, men flyttades 1993 till dagens datum och utgick 2001.
  - Pierre – Namnet infördes 1986 på 12 december, men flyttades 1993 till dagens datum och utgick 2001.
- Föregående i kronologisk ordning
  - Före 1901 – Maximus
  - 1901–1985 – Magnhild
  - 1986–1992 – Magnhild, Magna och Magne
  - 1993–2000 – Percy och Pierre
  - Från 2001 – Lillemor och Moa
- Källor
  - Brylla, Eva (red.). Namnlängdsboken. Gjøvik: Norstedts ordbok, 2000 ISBN 91-7227-204-X
  - af Klintberg, Bengt. Namnen i almanackan. Gjøvik: Norstedts ordbok, 2001 ISBN 91-7227-292-9

### Finlandssvenska almanackan
- Nuvarande från 2015[1] – Max, Maximilian
- I föregående revideringar[a][2]
  - 1929–2014 – Max

## Händelser
- 1105 – Silvester IV utses till motpåve.
- 1343 – Fred sluts mellan Sverige och Danmark i Varberg. Magnus Eriksson avstår från territorier väster om Öresund, medan Valdemar Atterdag avstår från Skånelandskapen och bekräftar Sveriges innehav av dem. I freden utnämns också Magnus son Håkan Magnusson formellt till kung av Norge, dock med fadern som förmyndare.
- 1905 – Det norska stortinget väljer den danske prinsen Carl till ny norsk kung under namnet Håkon VII efter att svensk-norska unionen har upplösts.
- 1918 – Lettland förklarar sig självständigt från Ryssland.[3]
- 1928 – Musse Pigg visas för första gången i den tecknade filmen Musse Pigg som ångbåtskalle.
- 1976 – Spaniens parlament etablerar demokrati efter 37 år diktatur.
- 1978 – Över 900 medlemmar av sekten Folkets tempel under ledning av Jim Jones begår kollektivt självmord i Guyanas djungel.
- 1985 – Den tecknade serien Kalle och Hobbe publiceras för första gången i ett antal amerikanska dagstidningar.
- 1987 – Branden vid King's Cross tunnelbanestation i London där 31 människor omkommer.
- 1993 – Rockgruppen Nirvana (musikgrupp) gör sin kända Live–spelning, MTV Unplugged in New York. Året före släppte de sitt tredje och sista studioalbum, In Utero.
- 2003 – En Super Puma havererar i havet under en räddningsövning vid Rörö utanför Göteborg. 6 av de ombordvarande 7 omkommer.
- 2005 – Brand i den för reparationer avstängda delen av Katarina södra skola i Stockholm.
- 2006 – Tom Cruise och Katie Holmes gifter sig.
- 2010 – Fotbollsspelaren Robert Pirès blir klar för den engelska fotbollsklubben Aston Villa FC.

## Födda
- 1522 – Lamoraal Egmont, nederländsk greve.
- 1647 – Pierre Bayle, fransk filosof och författare.
- 1752 – Joseph Hiester, amerikansk politiker, guvernör i Pennsylvania 1820–1823.
- 1768 – Jeduthun Wilcox, amerikansk politiker, kongressledamot 1813–1817.
- 1786 – Carl Maria von Weber, tysk kompositör.
- 1787 – Louis Daguerre, fransk uppfinnare och fotograf.
- 1796 – Andrew Butler, amerikansk demokratisk politiker och jurist, senator (South Carolina) 1846–1857.
- 1802 – Jonathan Worth, amerikansk politiker, guvernör i North Carolina 1865–1868.
- 1823 – Charles Henry Bell, amerikansk republikansk politiker, senator 1879, guvernör i New Hampshire 1881–1883.
- 1832 – Adolf Erik Nordenskiöld, svensk mineralog och polarforskare, ledamot av Svenska Akademien.
- 1835 – Cesare Lombroso, italiensk läkare som lade grunden för kriminologin.
- 1836 – W.S. Gilbert, brittisk operettförfattare.
- 1851 – Anton Bettelheim, tysk skriftställare.
- 1854 – Fountain L. Thompson, amerikansk demokratisk politiker, senator (North Dakota) 1909–1910.
- 1860 – Ignaz Paderewski, pianist, kompositör, och politiker.
- 1867 – Eugenie Beskow-Heerberger, svensk barnboksförfattare.
- 1876 – Olof Ahlberg, svensk skulptör.
- 1881 – Ingeborg Strandin, svensk operettsångare och skådespelare.
- 1882 – Jacques Maritain, fransk filosof.
- 1888 – Gustaf Molander, svensk regissör, skådespelare, manusförfattare.
- 1896 – Olin D. Johnston, amerikansk demokratisk politiker, senator (South Carolina) 1945–1965.
- 1897 – Patrick M.S. Blackett, brittisk fysiker, mottagare av Nobelpriset i fysik 1948.
- 1901 – George Gallup, amerikansk skapare av opinionsundersökningsföretag.
- 1906
  - Klaus Mann, tysk författare.
  - George Wald, amerikansk fysiolog, mottagare av Nobelpriset i fysiologi eller medicin 1967.
- 1909 – Johnny Mercer, amerikansk textskrivare till populärmusik.
- 1919 – Jocelyn Brando, amerikansk skådespelare.
- 1923 – Alan Shepard, amerikansk flygare och astronaut, första amerikanen i rymden 1961.
- 1924 – Philip Stone, brittisk skådespelare.
- 1927 – Hank Ballard, amerikansk sångare.
- 1929 – Åke Lagergren, svensk skådespelare.
- 1935 – Rudolf Bahro, filosof.
- 1936 – Don Cherry, amerikansk jazzmusiker.
- 1938 – Eugenio Montejo, venezuelansk författare.
- 1939
  - Margaret Atwood, kanadensisk författare.
  - Brenda Vaccaro, amerikansk skådespelare.
  - John O'Keefe, amerikansk-brittisk neurovetenskapsman, mottagare av Nobelpriset i fysiologi eller medicin 2014.
- 1940 – Qabus ibn Said (eller Qabus bin Said), kung (sultan) av Oman 1970–2020.
- 1941
  - Angela Watkinson, brittisk parlamentsledamot för Conservative.
  - David Hemmings, brittisk skådespelare.
- 1942
  - Susan Sullivan, amerikansk skådespelare.
  - Linda Evans, amerikansk skådespelare.
- 1944
  - Suzanne Brøgger, dansk författare och manusförfattare.
  - Caroline Krook, svensk biskop i Stockholms stift 1998–2009.
- 1945 – Mahinda Rajapaksa, lankesisk politiker, premiärminister i Sri Lanka 2004–2005, president 2005–2015.
- 1952 – Delroy Lindo, brittisk skådespelare.
- 1958 – Åke Svanstedt, svensk travtränare och kusk.
- 1959 – Karla Faye Tucker, amerikansk mördare; avrättad.
- 1960 – Kim Wilde, brittisk sångare.
- 1961 – Nick Chinlund, amerikansk skådespelare.
- 1962 – Kirk Hammet, amerikansk rockstjärna, gitarrist i Metallica.
- 1963 – Gerhard Hoberstorfer, svensk skådespelare, sångare och dansare.
- 1965 – Ann Lee, svensk dansare.
- 1967 – Bruce Westerman, amerikansk republikansk politiker.
- 1968 – Owen Wilson, amerikansk skådespelare.
- 1970 – Martin Forsström, svensk skådespelare, regissör och manusförfattare.
- 1974
  - Chloë Sevigny, amerikansk skådespelare.
  - Petter Solberg, norsk rallyförare.
- 1977 – Dan Viktor Andersson, svensk visartist med förflutet i Hydrogenium och Idiotteatern.
- 1980 – Luke Chadwick, brittisk fotbollsspelare.
- 1984 – Fredrik af Trampe, svensk skådespelare.
- 1992
  - Nathan Kress, amerikansk skådespelare.
  - Niki Popovic, dansk musiker, medlem i Cool Kids.

## Avlidna
- 1632 – Ludovico Ludovisi, italiensk kardinal.
- 1751 – Abraham Vater, tysk anatom och botaniker.
- 1769 – Olof Håkansson, riksdagsman, talman för bondeståndet.
- 1795 – Antonio Cavallucci, italiensk målare.
- 1852 – John Andrew Shulze, amerikansk politiker, guvernör i Pennsylvania 1823–1829.
- 1886 – Chester A. Arthur, amerikansk politiker, USA:s vicepresident 1881, president 1881–1885.
- 1887 – Gustav Fechner, tysk filosof och fysiker.
- 1904 – William Campbell Preston Breckinridge, amerikansk politiker, kongressledamot 1885–1895.
- 1914 – Karolina Kózka, polsk jungfru och martyr, saligförklarad 1987.
- 1922 – Marcel Proust, fransk författare.
- 1934 – Pietro Gasparri, italiensk kardinal.
- 1941
  - Walther Nernst, 77, tysk kemist, mottagare av Nobelpriset i kemi 1920.
  - Chris Watson, Australiens tredje premiärminister.
- 1945 – Luke Lea, amerikansk demokratisk politiker, affärsman och publicist, senator (Tennessee) 1911–1917.
- 1947 – Oscar Keen, svensk konstnär.
- 1952 – Paul Éluard, fransk poet.
- 1956 – Sonja Rolén, svensk skådespelare och sångare.
- 1957 – Carl Ström, svensk skådespelare.
- 1959 – Douglas Håge, svensk skådespelare.
- 1962 – Niels Bohr, 77, dansk atomfysiker, mottagare av Nobelpriset i fysik 1922.
- 1965 – Henry A. Wallace, amerikansk politiker, vicepresident 1941–1945.
- 1968 – Hulda Flood, svensk socialdemokratisk politiker.
- 1971 – Nils Quensel, svensk jurist, statsråd.
- 1973 – Alois Hába, tjeckisk tonsättare och musikpedagog.
- 1976 – Man Ray, amerikansk dadaistisk fotograf och filmregissör.
- 1977 – Kurt Schuschnigg, österrikisk förbundskansler före Anschluss (1934–1938).
- 1978 – Jim Jones, amerikansk sektledare, självmord.
- 1983 – Walentin Chorell, finlandssvensk författare, dramatiker och manusförfattare.
- 1994 – Cab Calloway, amerikansk jazzmusiker.
- 2002 – James Coburn, amerikansk skådespelare.
- 2004
  - Robert Bacher, amerikansk kärnfysiker.
  - Cy Coleman, amerikansk jazzmusiker och musikalkompositör.
- 2009 – Jeanne-Claude, 74, fransk-amerikansk konstnär.
- 2012 – Philip Ledger, 74, brittisk kompositör, dirigent, musiker och akademiker.
- 2014
  - Göran Graffman, 83, svensk skådespelare och regissör (Den vita stenen).
  - Dave Appell, 92, amerikansk musiker, låtskrivare och producent (Let's Twist Again).
- 2017 – Malcolm Young, 64, australisk gitarrist och låtskrivare i rockbandet AC/DC.
- 2023 – Fredrik Ohlsson, 92, svensk skådespelare.